# Родриго Тадеи
Родриго Феранте Тадеи (порт. Rodrigo Ferrante Taddei; Сао Пауло, 6. март 1980) бивши је бразилски фудбалер.

## Каријера
Тадеи је каријеру почео у Палмеирасу. Септембра 2002. године, прелази у Сијену, која се тада такмичила у Серији Б. Својим одличним играма и головима у важним мечевима помогао је својој екипи да избори пласман у Серију А.
Крајем 2003. године, доживео је саобраћајну несрећу у којој је тешко повређен. Његов брат, Леонардо, је погинуо а саиграч Пинга је такође тешко повређен. Након опоравка, вратио се на време да помогне свом тиму да избори опстанак у лиги.
Лета 2005. године уговор са Сијеном му је истекао, па се нашао на мети многих великих клубова, као што су Јувентус, Лацио и Интер. Он се ипак одлучио за Рому у коју прелази без обештећења.
Сваки погодак прославља на карактеристичан начин, тако што подвуче обе руке под дрес и њима опонаша куцање срца. На тај начин жели да истакне своју приврженост клубу и навијачима.

## Репрезентација
Тадеи поред Бразилског има и Италијанско држављанство. Никада током своје каријере није добио позив да наступи за репрезентацију Бразила, што му даје могућност да заигра за репрезентацију Италије. Изјавио је да би прихватио позив Марчела Липија, селектора Италије, уколико би га он уврстио у састав репрезентације.

## Трофеји

#### Рома
- Куп Италије 2
  - 2007, 2008.
- Суперкуп Италије 1
  - 2007